# 德沃库勒尔定律
在天文学中，德沃库勒尔定律（英語：de Vaucouleurs' law，也称为德沃库勒尔轮廓），描述了椭圆星系的表面亮度 {\displaystyle I} 随远离中心的距离 {\displaystyle R} 的变化：
{\displaystyle \ln I(R)=\ln I_{0}-kR^{1/4}.}
通过定义 {\displaystyle R_{e}} 为含有一半光度的等照度线的半径（即该半径内部贡献一半星系亮度），德沃库勒尔定律可写成：
{\displaystyle \ln I(R)=\ln I_{e}+7.669\left[1-\left({\frac {R}{R_{e}}}\right)^{1/4}\right]}
或
{\displaystyle I(R)=I_{e}e^{-7.669\left[\left({\frac {R}{R_{e}}}\right)^{1/4}-1\right]}}
式中 {\displaystyle I_{e}} 是 {\displaystyle R_{e}} 处的表面亮度。注意到
{\displaystyle \int _{0}^{R_{e}}I(r)2\pi rdr={\frac {1}{2}}\int _{0}^{\infty }I(r)2\pi rdr.}
德沃库勒尔定律是塞西克定律的特例，对应塞西克指数 n=4 的情形。 一些密度定律（包括Jaffe轮廓和Dehnen轮廓）在投影到天空平面后，可近似得到德沃库勒尔定律。
这一定律以热拉尔·德沃库勒尔的名字命名，由德沃库勒尔于1948年首次提出。